# 5Angels
5Angels (v letech 2016–2017 Pink Angels) byla česká dívčí pěvecko-taneční skupina.

## Historie
Dívčí skupina 5Angels byla založena v roce 2007 producentem Stano Šimorem a jeho společníkem Michalem Mertlem, který se stal jejím manažerem. Původní sestavu v roce 2007 tvořily dcera manažera Michala Mertla Nikola Mertlová, dále Kristýna Pecková, Kristýna Šlingrová, Nikola Šneiderová a Tereza Procházková. V té době bylo dívkám mezi šesti a devíti lety. V roce 2008 skupinu opustila Tereza Procházková, kterou nahradila Diana Kahleová. Ani ta ve skupině nevydržela déle jak rok – v létě roku 2009 odešla a nahradila ji Hana Hladíková. Brzy poté došlo k další obměně členek skupiny. Z původní sestavy zůstala jen dcera managera Nikola Mertlová. Dívky, které odešly, založily konkurenční skupinu Diamond Cats.
Na podzim roku 2009 s konkurzu vzešla nová sestava. Kromě Nikoly sestavu tvořily Angelina (engi)Šestaková (ukr. Anhelina Shestak), Michaela Exlová, Václava Vošmiková a Tereza Haklová. Tato sestava byla nejstabilnější. Vydržela až do roku 2013. V tomto roce opustila na vlastní žádost skupinu Michaela Exlová. Ve skupině ji nahradila Veronika Spurná – herečka a zpěvačka, která vystupovala jako alternace v té době běžícím muzikálu Andílci za školou.
Rok 2015 byl pro sestavu hodně zlomový. Na začátku roku opustila skupinu Václava (Vendy) Vošmiková. Nahradila ji mladá zpěvačka Natálie Skotnická. Ke konci roku však opustila skupinu i Veronika Spurná. Management se rozhodl ji nenahradit a skupina tak po osmi letech skončila pouze ve čtyřech, a po čase se změnilo i jméno skupiny na Pink Angels. Sestavu tvořily Nikola Mertlová, Angelina Šestaková, Tereza Haklová a Natálie Skotnická.

### 5Angels jako moderátorky
Kromě zpěvu a tance se 5Angels začaly aktivně věnovat moderování a herectví. Do března 2012 TV Óčko vysílalo pořad FB5, ve kterém 5Angels zpovídaly české celebrity na neobvyklých místech. V květnu 2012 měl na TV Barrandov premiéru lifestylový pořad pro teenagery Zóna IN 5Angels, který se stal ve velmi krátké době populární mezi českými a slovenskými dětmi a teenagery.

### MuzikálAndílci za školou(2012)
Dne 22. října 2012 měl v Divadle Broadway premiéru teenagerský muzikál Andílci za školou, ve kterém hrály 5Angels hlavní role. Dále v muzikálu hrál např. Pepa Vojtek, Sabina Laurinová, Pavel Vítek, Linda Finková a další. Režijně si muzikál vzal na starost Filip Renč, hudbu složil Michal David a texty Lou Fanánek Hagen.

### Dokumentární snímekShow!(2013)
Pozadí vzniku muzikálu Andílci za školou, vývoji kapely, zákulisí českého showbusinessu a zejména vztahům mezi členkami kapely a jejím manažerem pro Českou republiku (a otcem jedné z členek) Michalem Mertlem se věnuje dokumentární snímek Bohdana Bláhovce Show!, který měl premiéru 26. října 2013 na Mezinárodním festivalu dokumentárních filmů v Jihlavě, kde zaznamenal velký úspěch a vyhrál cenu diváků.
Podle režiséra Bohdana Bláhovce je „[ch]ování hlavní postavy filmu, manažera skupiny, […] v mnoha věcech kontroverzní a sporné.“ Jak uvádí sám Bláhovec, „šlo [mi] však spíše o to vytvořit film, který bude zamyšlením nad standardy, ve kterých žijeme, a jemu [tj. manažerovi] samotnému nabídne upřímný pohled do zrcadla. Myslím, že se to povedlo a důkazem toho byla i jeho snaha právní cestou zamezit projekci filmu. Každopádně vím, že je to v jádru poctivý chlap, který se snaží dělat věci nejlépe, jak dovede a myslí to celé vlastně dobře. Jen mu nedochází mnoho důsledků vlastního chování a film je zčásti ukázal. Osobně věřím, že za čas pochopí, co jsem filmem zamýšlel, dojde určité sebereflexe“.

### Kariéra v UK (2013–2017)
Začátkem roku 2013 5Angels vstoupily pod agenturu CAA(en), pod jejíž křídla spadá mnoho současných světových umělců (např. One Direction). Management skupiny byl z velké části britský a kariéra soustředila se primárně do Spojeného království.

### Pink Angels (2016–2017)
Skupinu Pink Angels tvořily členky skupiny 5Angels. Skupina 5Angels existovala od roku 2007 a za dobu její existence se v ní vystřídalo mnoho členek. Po odchodu Veroniky Spurné již nedošlo k jejímu nahrazení a skupinu nadále tvořily už jen 4 členky. Rok 2016 se pak stal pro skupinu zlomovým, protože došlo k rozhodnutí, že skupina změní název a distancuje se od svého původního repertoáru. Došlo k téměř kompletní změně managementu skupiny. Pink Angels nyní patřily k jiné nahrávací společnosti, a jak v Česku, tak ve Spojeném království, začaly působit s novým repertoárem.
Pink Angels v roce 2016 vydaly 2 singly — „Slay Mama“ a „Falling Again“. K singlu „Slay Mama“ vznikl i videoklip, který se natáčel v Los Angeles. V roce 2017 vyšel singl „Mamma Don't Lie“. Všechny 3 singly měly být součástí prvního studiového alba této čtyřčlenné skupiny, které mělo vyjít v průběhu roku 2017, ale nikdy nevyšlo.
Na podzim 2017 skupina přestala vykazovat jakoukoliv aktivitu na sociálních sítích a rovněž přestala vystupovat.

### Kariéra po skupině
V roce 2019 vydala Nikola Mertlová svoje  singly jako sólová zpěvačka 
Tereza Haklová je tanečnice a natáčí vlogy se svým tanečním týmem a tanečky jeden z nich na pistácii od Calina se stal virální

## Členové
Nejstabilnější sestavu (2009 – první polovina roku 2013) tvořily Angelina Šestaková – Angee (* 2000), Michaela Exlová – Míša (* 1997), Nikola Mertlová – Nikki (* 1998), Tereza Haklová (* 2000) a Václava Vošmiková – Vendy (* 1997).
Poslední sestavu (Pink Angels, 2016–2017) tvořily Tereza Haklová, Natálie Skotnická (* 1998), Nikola Mertlová a Angelina Šestaková.

## Diskografie
Skupina 5Angels má za svou existenci na kontě čtyři studiová alba, desku s mluveným slovem a také muzikálové CD Andílci za školou. První deska která vyšla v roce 2008 byla nazpívána ještě ve staré sestavě a je jediným počinem tohoto složení. Koncertní deska Live! obsahuje z větší části stejné skladby jako první album původního seskupení, pouze přezpívané novými členkami.
Hudebně se o 5Angels do roku 2012 staral zároveň i zakladatel a majitel celého projektu, producent Stano Šimor, který se rovněž podílel na hudbě například Terezy Kerndlové, Heleny Vondráčkové, Karla Gotta a stojí i za hity skupiny Lunetic. Michal David složil pro skupinu dvě písně a společně spolu přezpívali starý megahit „Céčka“; tato verze písně je obsažena v albu Na dosah (2011). Skupina zpívala i s Karlem Gottem, jejich společná píseň se jmenuje „Hvězdný rej“ a je obsažena v albu Krásnej den (2010).
Videoklip k písni „4 World Domination“ se hrál ve 4 zemích Evropy.[zdroj⁠?!]

### Studiová alba
- 5angels (2008)[36]
- Krásnej den (2010)
- Na dosah (2011)
- World Domination (2014)

### Koncertní alba
- Live! (2009)

### Nehudební alba
- Tajný deník (2011)

### Kolaborační alba
- Andílci za školou (muzikál, 2012)[37]

### Singly
- „World Domination“ (2013)[38]
- „Kiss and Tell“ (2014)[39][40][41]
- „Long Lost Weekend“ (2015)
- „Běž dál“ (2016)

### Další písně
- „Už znáš svět Winx“ (Winx Club, česká závěrečná znělka 3. sezóna)[37]
- „Objevíš náš svět Winx“ („Under the Sign of Winx“)

### Pod jménem Pink Angels

#### Mini alba (EP)
- Slay Mama (Remixes) (2016)
- Mamma Don't Lie (Remixes) (2017)

#### Singly
- „Slay Mama“ (2016)
- „Falling Again“ (2016)
- „Mamma Don't Lie“ (2017)

## Videografie

### Video alba
- 5angels (neboli „Debutové DVD“, 2008)
- Karaoke DVD (2010)[42]
- Karaoke DVD 2 (2011)

### Videoklipy
- „Čarodějky“ (2008)
- „Ples démonů“ (2008)
- „Táto, noc, nečeká!“ (2009)
- „4 World Domination“ (2010)
- „Pusa tě láká“ (2012)
- „Pár dnů lásky“ (2013)
- „World Domination“ (v nové sestavě, 2013)
- „Kiss and Tell“ (2014)
- „Long Lost Weekend“ (2015)
- „Běž dál“ (2016)
- „Slay Mama“ (2016)
- „Mamma Don't Lie“ (2017)

## Herecká tvorba

### Filmy
- Show! (2013)[29]

### Muzikály
- Tajemství pěti andělů (2009)[45][46]
- Andílci za školou (2012)[47][48]